# Kardinalska imenovanja pape Benedikta XV.
Papa Benedikt XV. za vrijeme svoga pontifikata (1914. – 1922.) održao je 5 konzistorija na kojima je imenovao ukupno 32 kardinala.

## Konzistorij 6. prosinca 1915. (I.)
1. Giulio Tonti, ancirski naslovni nadbiskup, nuncij u Portugalu
2. Alfonso Maria Mistrangelo, Sch.P., firentinski nadbiskup
3. Giovanni Cagliero, S.D.B., sebastanski naslovni nadbiskup, apostolski delegat u Središnjoj Americi
4. Andreas Frühwirth, O.P., heraklijski naslovni nadbiskup, nuncij u Bavarskoj
5. Raffaele Scapinelli di Leguigno, laodicejski naslovni nadbiskup, nuncij u Austro-Ugarskoj
6. Giorgio Gusmini, bolonjski nadbiskup

## Konzistorij 4. prosinca 1916. (II.)
1. Pietro La Fontaine, venecijanski patrijarh
2. Vittorio Amedeo Ranuzzi de' Bianchi, tirski naslovni nadbiskup, papinski majordom
3. Donato Raffaele Sbarretti, efeški naslovni nadbiskup, prisjednik Vrhovne svete kongregacije Svetoga Oficija
4. Auguste-René Dubourg, renski nadbiskup
5. Louis-Ernest Dubois, ruanski nadbiskup
6. Tommaso Pio Boggiani, O.P., edeski naslovni nadbiskup, prosjednik Svete konzistorijalne kongregacije
7. Alessio Ascalesi, C.PP.S., beneventanski nadbiskup
8. Louis-Joseph Maurin, lionski nadbiskup
9. Adolf Bertram, breslavski biskup [a]
10. Niccolò Marini, tajnik Vrhovnoga sudišta Apostolske signature
11. Oreste Giorgi, tajnik Svete kongregacije koncila

## Konzistorij 15. prosinca 1919. (III.)
1. Filippo Camassei, latinski patrijarh jeruzalemski
2. Augusto Silj, cezarejski naslovni nadbiskup, vicekamerlengo Svete Rimske Crkve
3. Juan Soldevilla y Romero, zaragozanski nadbiskup
4. Teodoro Valfrè di Bonzo, trebisondski naslovni nadbiskup, nuncij u Austriji
5. Aleksander Kakowski, varšavski nadbiskup
6. Edmund Dalbor, gnježanski i poznanski nadbiskup

## Konzistorij 7. ožujka 1921. (IV.)
1. Francesco Ragonesi, mirski naslovni nadbiskup, nuncij u Španjolskoj
2. Michael von Faulhaber, minhenski i frajzinški nadbiskup
3. Denis Dougherty, filadelfijski nadbiskup
4. Juan Bautista Benlloch y Vivó, burgoski nadbiskup
5. Francisco de Asís Vidal y Barraquer, taragonski nadbiskup
6. Karl Joseph Schulte, kelnski nadbiskup

## Konzistorij 13. lipnja 1921. (V.)
1. Giovanni Tacci, nicejski naslovni nadbiskup, prefekt Svete palače
2. Achille Ratti, adanski naslovni nadbiskup, nuncij u Poljskoj [b]
3. Camillo Laurenti, tajnik Svete kongregacije za širenje vjere